# القاسم بن علي الخزاعي
القاسم بن علي بن هتيمل الخزاعي الضمدي التهامي يعتبر من أبرز شعراء المخلاف السليمان، ويلقب بشاعر المخلاف السليماني.

## مولده
ولد، ونشأ في قرية نجران الواقعة في وادي ضمد من بلاد (المخلاف السليماني) المعروفة بجازان، ولد في العقد الثاني أو الثالث من القرن السابع الهجري وهو أحد كبار شعراء عصره.

## نشأته وحياته
شاعر، بليغ. لا تخلو بلدته من النوابغ، من عالمٍ محقق، أو أديب بليغ، وفي هذا الوسط كانت نشأته؛ فبرع في علوم كثيرة، وكان باعه المديد، وحظه الوافر هو الشعر، وتبرز ثقافته واضحة جلية في تضاعيف أبياته، من نحو، وفقه، وقضايا علم الكلام، وأخبار الأمم الذاهبة، وأيام العرب في الجاهلية والإسلام، وأسماء القبائل، وذكر الأماكن والبلدان، وغير ذلك.

وقد اجتمعت في شخصيته حياة البداوة ببساطتها وعفويتها، ومجالسة الملوك والأمراء، وما يتطلبه ذلك من حسٍّ سياسي، ومعرفة بطباع علية القوم، وجوب الأسفار والصحراء، مما أكسبه معرفة واسعة بالبلدان وتواريخها.

وقد أكثر من أسفاره وتنقلاته بين تهامة واليمن والحجاز، ثم اتصل ببعض الأمراء والملوك يمدحهم بغرر قصائده، ومن هؤلاء أمراء (المخلاف السليماني)، وبعض أمراء مكة المكرمة، إلا أن معظم مدائحه كانت في الأميرين: الشريف (القاسم بن علي الذروي)، و الشريف (أحمد بن عبد الله بن حمزة). كما مدح ملك بني رسول (يوسف بن عمر الرسولي)، والإمام (أحمد بن الحسين القاسمي)، والأمير (أحمد بن علي الكناني).

وقد أجمع كلُّ من كتب عنه على جودة شعره وسموه، واختلف النقاد في المفاضلة بينه وبين الشاعر (محمد بن حِمْير) المعاصر له.

## مؤلفاته وشعره
من مؤلفاته: ديوان شعر، وشعره قوي العبارة، جزل الأسلوب، رقيق المعاني، وقد اختار منه لأديب (محمد بن أحمد العقيلي) بعض القصائد، مصدرة بمحاولة لمعرفة حياة الشاعر، ونشرها باسم: (مختارات من شعر ابن هتيمل)، في سنة 1381هـ/1961م، وقد نشر الديوان في مجلدين، كاملاً بتحقيق الدكتور (عبد الولي عبد الوارث الشميري) الذي نال به درجة الدكتوراة، وعززه بعرض وتحليل في مجلد ثالث عن الشاعر وشعره وعصره.

### قصيد في مدح الأمير الشريف
ومن غرر شعره؛ قوله في مدح الأمير الشريف (أحمد بن عبد الله بن حمزة):
- أنا من ناظري عليك أغارُ	***	وارِ عني ما حال عنه الخمارُ
- يا قضيبًا من فضة يقطف النر	***	جس من وجنتيه والجلنارُ
- قمرٌ طوَّق الهلال ومن شم	***	س الدياجي في ساعديه سوارُ
- صنْ محياك بالنقاب وإلا	***	نهبته القلوب والأبصارُ
- فمن الغبن أن يماط لثامٌ	***	عن ثناياك أو يُحل إزارُ
- عجبًا منك تحت برقعك النا	***	ر وفيه الجنات والأنهارُ
- لك فينا الخيار في القتل والمن	***	جميعًا وما عليك خيارُ
- من معيري قلبًا صحيحًا ولو طر	***	فة عينٍ إن كان قلب يُعارُ
- لا الزمان الزمان فيما عهدنا	***	هُ قديمًا ولا الديار الديارُ
- أبصرت مفرقي فأفزعها لي	***	لٌ تمشَّى في جانبيه النهارُ
- إنما العيش والهوى قبل أن ين	***	جُم ثديٌ أو أن يدبَّ عذارُ
- وعرام الشباب أشهى إلى النف	***	سِ وإن كان في المشيب الوقارُ
- لا يصدُّ الملاح عن صلة العش	***	اق إلا القتير والإقتارُ
- حفظ الله (أحمدًا) حيث ما كا	***	ن وجادته ديمةٌ مدرارُ
- الشريف الشريف والجوهر الجو	***	هر الخالص النضار النضارُ
- سيدٌ أمه البتول وجدا	***	هُ (المثنى) و(أحمد) المختارُ

### قصيدة في مدح ملك بني رسول
وقوله يمدح ملك بنى رسول (يوسف بن عمر الرسولي):
- قل يا نسيم لأهل الضال والسمر:	***	ما صدّ سامركم عن ذلك السمرِ؟
- واشرح حديث الغضا والنازلين به	***	وإن بخلت بشرح الكل فاختصرِ
- وهات عن عطرات الحي ما حملت	***	من مسكهن حواشي ذيلك العطرِ
- ناشدتك الله لا وريت عن خبر	***	مما علمت ولا موهت عن خبرِ
- ما كان من سرحة الوادي أهل هصرت	***	أغصانها لتعاطي ذلك الثمرِ؟
- وهل نشجن قلوب الهيم علتها	***	من طلها الطلق أو من مائها الخصرِ
- يا صفقة الغبن غرتني جويرية	***	فبعت قلبيَ منها بيعة الغررِ
- باتت تروعني بالبين طالبة	***	قتلي فلم تبق في قلبي ولم تذرِ
- جنيةٌ في مغيب الشمس يحجبها	***	عن أمها وأبيها قوة الخفرِ
- حورية شهدت آيات بهجتها	***	ونورها أنها ليست من البشرِ
- كأنما هي في تركيبها خطرت	***	من سورة الشمس أو من سورة القمرِ
- جسم أرق من الخمر الشمول على	***	قلب قساوته أقسى من الحجرِ
- إذا رمى قوسها عن طرف حاجبها	***	أصمتك بالرمي عن قوسٍ بلا وترِ
- فجانب الناس وانظر في تفاضلهم	***	إلى الطباع ولا تنظر إلى الصورِ
- وإن طمعت بفضلٍ من يدي ملكٍ	***	فاطلب من الله واطلب من أبي عمرِ
- مولى الملوك الذي لو أنهم وزنوا	***	بظفره نقصوا وزنًا عن الظفرِ
- مظفر ما أَنَتْ من وقعة يده	***	إلا مسومة الأظفار بالظفرِ
- لا يستريح ولا يفضي به سفر	***	من بعد همته إلا إلى السفرِ
- هديٌ كهدي رسول الله متبع	***	ما سار آل رسول الله في السيرِ
- لو أن هيبته أو بعض هيبته	***	تُلقى على الفلك الدوار لم يدرِ

وكان يكنى بأبي سلطان، وهو أكبر أبنائه.
كان له عدد من الأبناء عُرِف منهم: (سلطان)، الذي كني به، و(المقداد)، و(عمار).
كما كان له عدد من الإخوة والأخوات عُرف منهم (صالح)، و(خليفة)، و(عيسى)، و(فاطمة)، و(مريم).

## قالوا عنه
• قال علي بن الحسن الخزرجي المتوفى سنة 812ه: «القاسم بن علي بن هتيمل... شاعر المخلاف السليماني رحمه الله، كان فصيحا حسن الشعر مدّاحا، له في السلطان المظفر عِدّة قصائد من المشهورات» انظر : العقود اللؤلؤية في تاريخ الدولة الرسولية.

• وقال العلامة أحمد بن صالح بن أبي الرجال المتوفى سنة 1092هـ : «البليغ الذي يُعَدُّ من البلغاء بالخنصر، والسابق الذي يطول على الكل ولا يقصر، تصبو له المعاني إذا دعاها...».

• وقال الحسن بن أحمد عاكش المتوفى سنة 1290هـ : «ضمد القديم كان بموضع مختارة التي بنى بها الوزير الحسن بن خالد الحازمي قلعته وهو الذي سماها بهذا الاسم وزالت أراضيها وكان فيما سلف يسمى نجران وبه الأديب (ابن هتيمل) وغيره من أولئك الأعلام» انظر : الديباج الخسرواني في أعيان المخلاف السليماني.

• وقال عنه خير الدين الزركلي: «القاسم بن علي بن هتيمل الخزاعي شاعر المخلاف السليماني في عصره، وكان كثير التَّنقل بين اليمن والحجاز، مدح المظفر الرسولي ورجال دولته، وأحمد بن الحسين القاسمي، وبعض أشراف مكة، وأمراء المخلاف السليماني، عاش ما يقرب من مائة عام، ومات فقير».

## وفاته
يعد ابن هتيمل من الشعراء المعمّرين، حيث توفي رحمه الله بعد مائة عام من الحياة الحافلة بالأحداث والزاخرة بالأدب والشعر رحمة الله عليه.